# Kościół Niepokalanego Poczęcia Najświętszej Maryi Panny i św. Wojciecha w Nidzicy
Kościół Niepokalanego Poczęcia Najświętszej Maryi Panny i świętego Wojciecha – rzymskokatolicki kościół parafialny należący do dekanatu Nidzica archidiecezji warmińskiej. Jeden z rejestrowanych zabytków miasta.

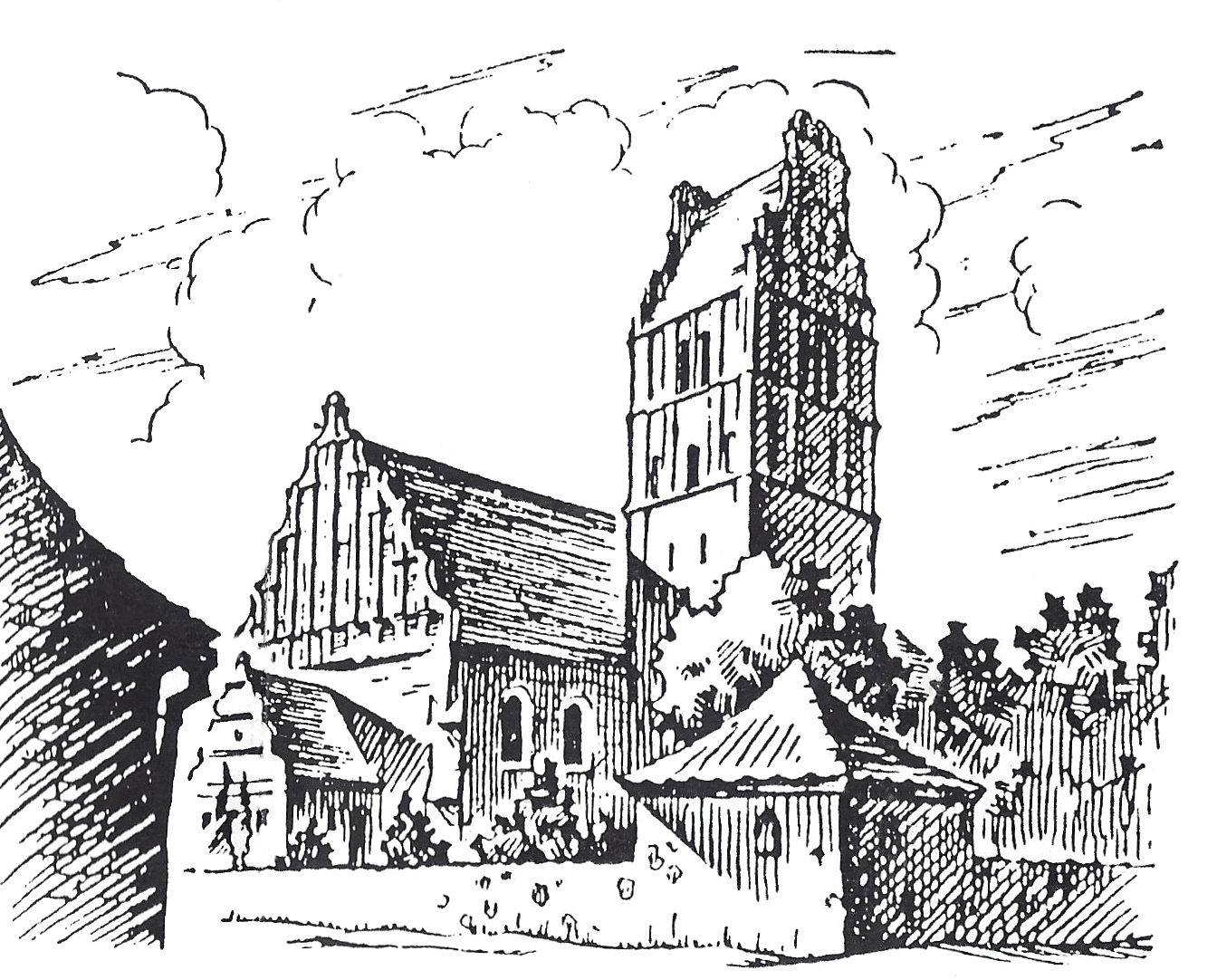
Kościół na starym rysunku

Pierwsza wzmianka o świątyni i nidzickim proboszczu pochodzi z dokumentu lokacyjnego miasta z dnia 7 grudnia 1381. Opiekę duszpasterską sprawowało wtedy dwóch duchownych: proboszcz, wyznaczony przez Zakon krzyżacki i diakon zatrudniany przez władze miejskie. Budowla kościelna była wielokrotnie niszczona. Pierwszy raz spłonęła razem z rynkiem w 1414 roku, po raz kolejny została zniszczona w 1664 roku, a następnie w 1804 i 1914 roku. Kolejne remonty, odbudowy i przebudowy z lat 1579, 1689, 1725, 1817–1819, 1920–1924 stopniowo zmieniały wygląd zewnętrzny i kształt świątyni – ze stylu gotyckiego, przez neorenesansowy do arkadowego (pseudorenesansowy), który zachował się do czasów współczesnych. Budowniczymi i użytkownikami pierwszego kościoła byli wierni wyznania katolickiego, po 1525 roku korzystali z niej wyznawcy protestantyzmu, a po 1945 roku ponownie należy do katolików.

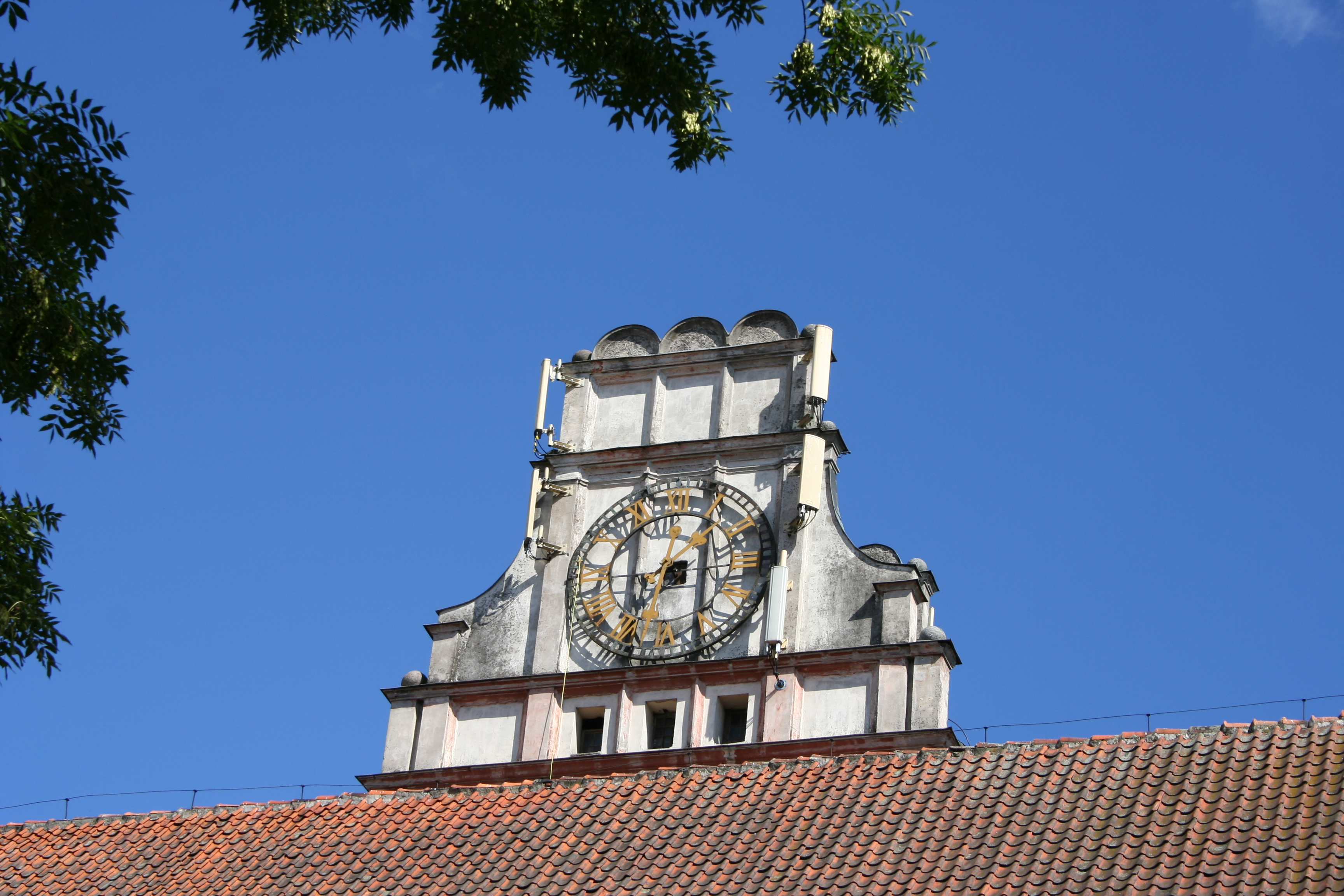
Zegar na wieży kościelnej

Nie wiadomo jak wyglądała świątynia do XVI wieku. Z przeprowadzonej wizytacji kościelnej w 1561 roku wynikało, że budowla posiadała chór i rozstawione ławki. Według relacji z 1684 roku, kościół posiadał dwie nawy oraz wieżę od północy. Obecnie jest to kościół salowy, wybudowany na planie prostokąta. Głównym materiałem budowlanym jest cegła, niektóre fragmenty zostały wykonane także z kamienia polnego. Mury zewnętrzne są otynkowane. Nietypowo usytuowana jest wieża. Przylega ona do elewacji wschodniej. Do trzeciej kondygnacji reprezentuje styl gotycki, natomiast szczyty są nadbudowane w stylu neorenesansowym. Została wybudowana na planie kwadratu. Nakryta jest dachem namiotowym. Na obydwu szczytach są umieszczone zegary. We wnętrzu kościoła na całej długości elewacji bocznych są wybudowane galerie. Dwa rzędy okien są umieszczone jedynie w ścianie od strony zachodniej. Strop jest wykonany z drewna w formie kasetonów i nawiązuje do stylu renesansowego. W latach 90. XX wieku w dolnych partiach ścian wewnętrznych  został usunięty tynk i odsłonięta została cegła, dzięki czemu przypomniano o pierwotnym, gotyckim stylu kościoła. Wnętrze świątyni otrzymało wtedy nową polichromię. Na ścianach bocznych nad galeriami zostały namalowane w formie medalionów wizerunki piętnastu polskich świętych i błogosławionych oraz św. Jana Bosko. Także prezbiterium zostało ozdobione malowidłami ze scenami: Zwiastowania i Zmartwychwstania (z lewej i prawej strony ołtarza głównego) i św. Wojciecha (z lewej strony).

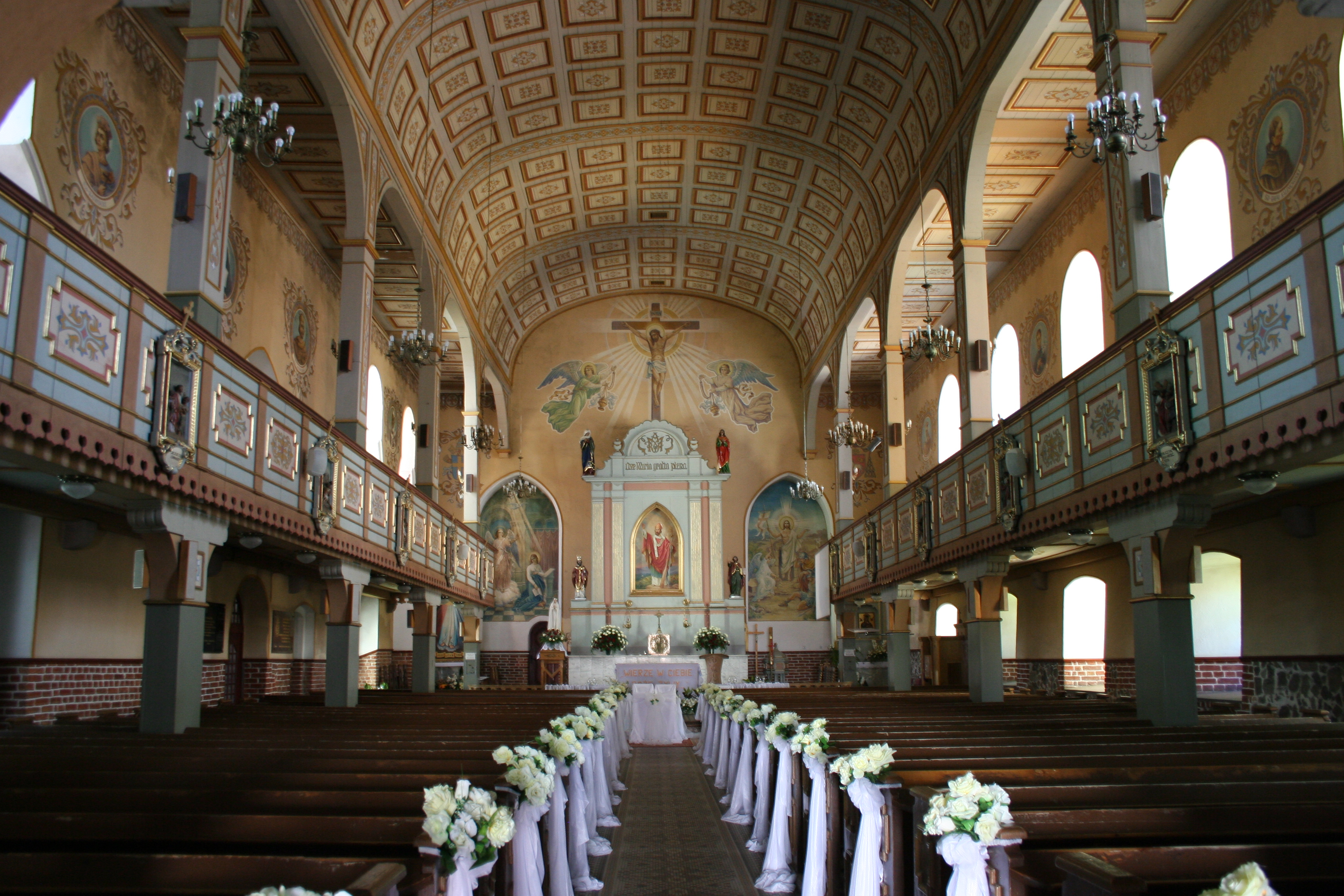
Wnętrze kościoła

Na skutek wielokrotnych pożarów i wojen oryginalne wyposażenie świątyni zachowało się w niewielkim stopniu. Wiadomo, że już przed 1728 rokiem w kościele były umieszczone organy. W 1735 roku Georg Caspari z Królewca poddał je gruntownemu remontowi. Od 1820 roku w ołtarzu głównym znajdował się obraz olejny ukrzyżowania Chrystusa, namalowany przez artystę Knorra z Królewca. Obecnie w ołtarzu głównym jest umieszczony obraz Matki Bożej Niepokalanie Poczętej. Po obu stronach znajdują się figury św. Wojciecha (po lewej stronie) i św. Jana Chrzciciela (po prawej stronie). N górze jest umieszczona Grupa Ukrzyżowania. Na wysokości ołtarza głównego są umieszczone dwa małe ołtarze boczne. Z lewej strony znajduje się ołtarz Najświętszego Serca Jezusowego, a z prawej strony – Matki Bożej Nieustającej Pomocy.